# 문무로
문무로(Munmu-ro)는 충청북도 괴산군 괴산읍 역말삼거리에서 괴산군 불정면 불정사거리를 잇는 도로이다.

## 주요 경유지
충청북도
- 괴산군 (괴산읍 . 불정면)

## 노선 경로
전 구간 지방도 제508호선에 속하므로 이 노선에 대한 별도 표기는 생략한다. 
| 이름            | 접속 노선                 | 소재지          | 소재지          | 비고            |
| 임꺽정로와 직결 | 임꺽정로와 직결           | 임꺽정로와 직결 | 임꺽정로와 직결 | 임꺽정로와 직결 |
| --------------- | ------------------------- | --------------- | --------------- | --------------- |
| 역말삼거리      | 임꺽정로 읍내로           | 괴산군          | 괴산읍          |                 |
| 동부 교차로     | 국도 제34호선 (중부로)    | 괴산군          | 괴산읍          |                 |
| 대제 교차로     | 대제산단길                | 괴산군          | 괴산읍          |                 |
| 술청 교차로     | 능촌로                    | 괴산군          | 괴산읍          |                 |
| 세평교          |                           | 괴산군          | 불정면          |                 |
| 세평삼거리      | 관동로                    | 괴산군          | 불정면          |                 |
| 불정사거리      | 지방도 제525호선 (한불로) | 괴산군          | 불정면          |                 |

## 주요 건물 및 시설
- 괴산읍행정복지센터 (문무로 10/동부리 236-4)
- 중원대학교 (문무로 85/동부리 5)